# Oviedo
Oviedo (în limba asturiană Uviéu) este reședința comunității Asturias, în Spania. 
Împreună cu zonele rezidențiale din jur, populația se situează in jurul cifrei de 300.000 locuitori.
Monumentele din Oviedo au fost înscrise în anul 1985 pe lista patrimoniului cultural mondial UNESCO.

## Monumente
- Catedrala din Oviedo

## Personalități născute aici
- Ordono I de Asturia (821 - 866), rege al Asturiei;
- María Izquierdo Rojo (n. 1946), politiciană, europarlamentar;
- Antonio Masip Hidalgo (n. 1946), politician, europarlamentar;
- Letizia Ortiz Rocasolano (n. 1972), regina consoartă a Spaniei;
- Miguel Ángel Angulo (n. 1977), fotbalist, manager sportiv;
- Melendi (n. 1979), cântăreț;
- Fernando Alonso (n. 1981), pilot de Formula 1.

## Galerie de imagini

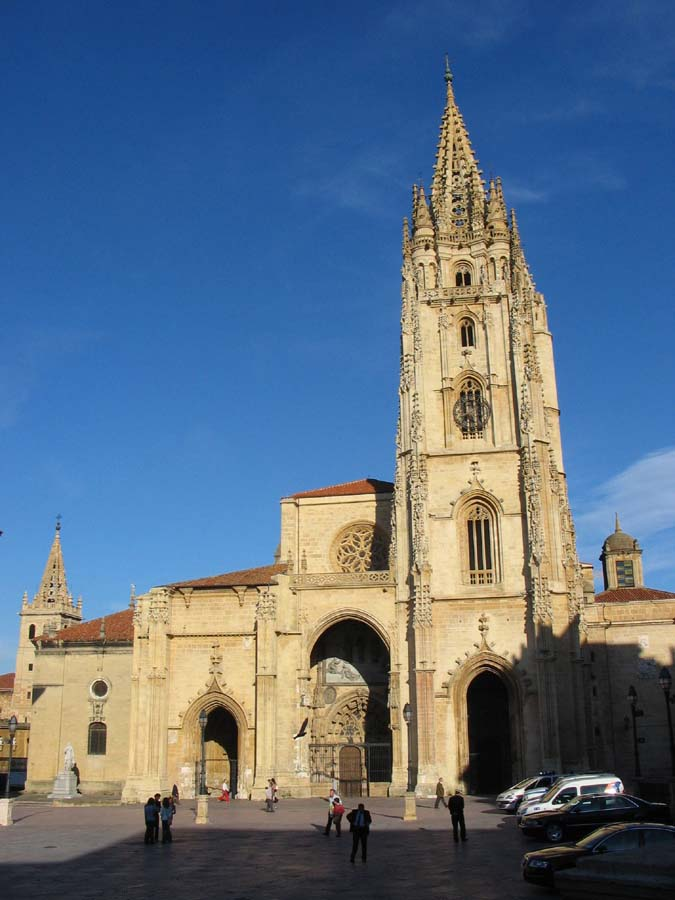
Catedrala din Oviedo